# Isola Rugged

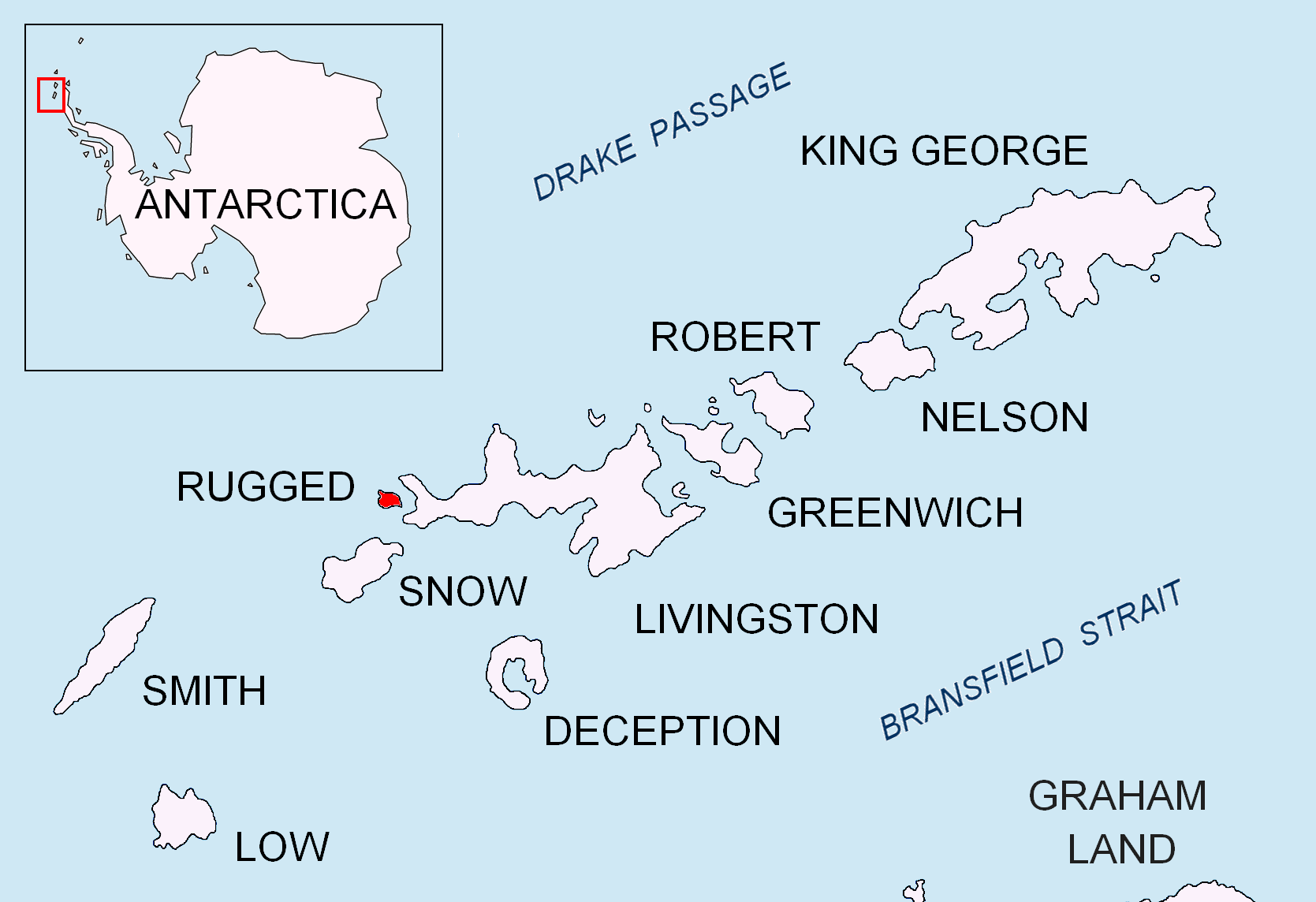
Posizione dell'isola Rugged nelle Shetland meridionali

L'Isola Rugged (in spagnolo Isla Rugosa, storicamente isola Lloyds o isola Ragged) è un'isola lunga 4,8 km e larga 1,6 km, situata a ovest dell'isola Livingston nelle isole Shetland Meridionali. La sua superficie è di 10,4 chilometri quadrati. Il punto più elevato dell'isola, Picco San Stefano, raggiunge i 256 metri sul livello del mare. L'isola Rugged si trova a 62°38'S 61°15' O. Essa era nota ai cacciatori di foche americani e britannici già nel 1820, e il nome è ben stabilito nell'uso internazionale da oltre 100 anni. L'isola non è coperta dai ghiacci.

## Storia

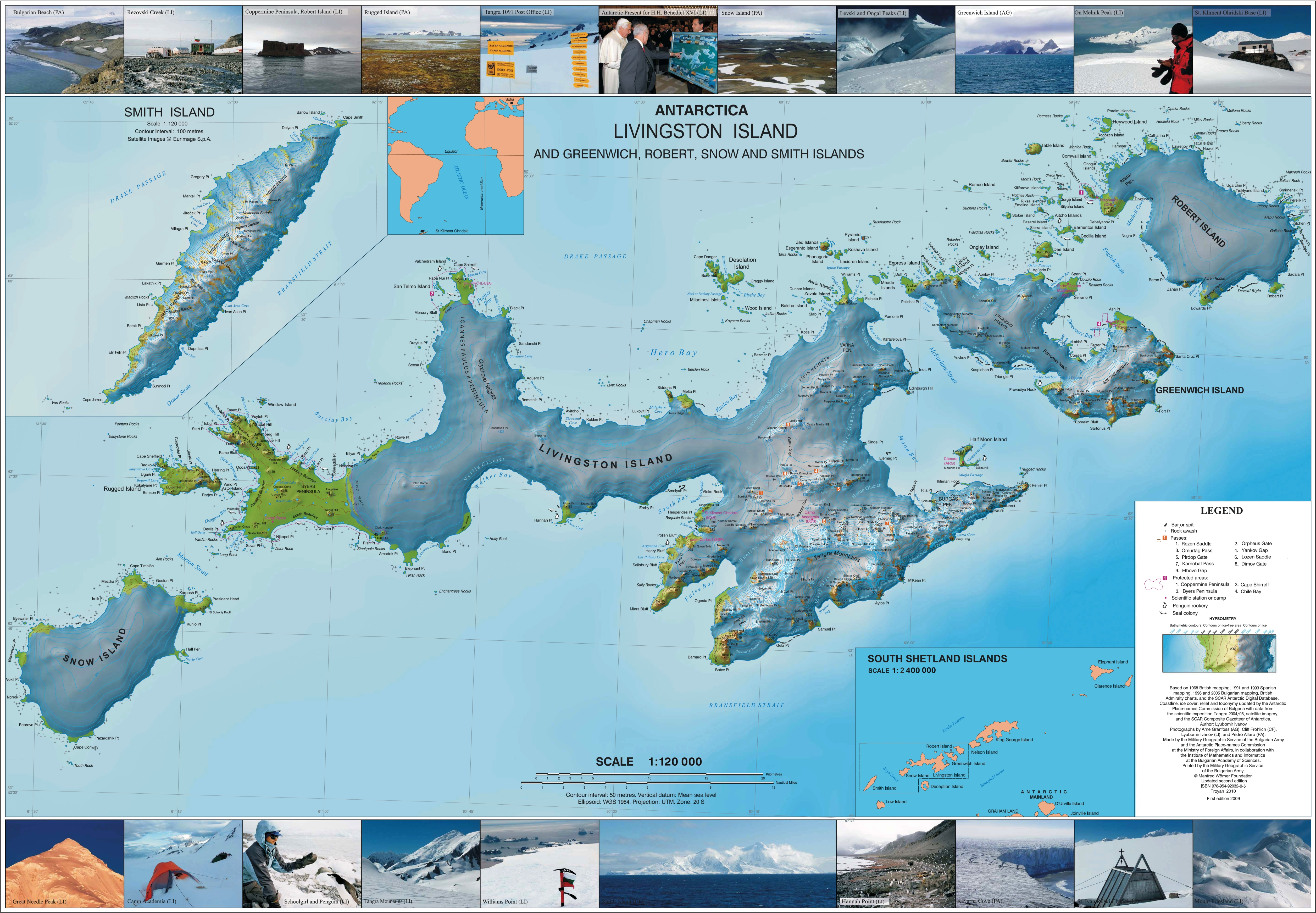
Mappa dell'isola Livingston e delle isole adiacenti. L'isola Rugged è all'estremità occidentale della carta

L'isola Rugged fu visitata per la prima volta nel 1819 dalla nave per la caccia alle foche Espirito Santo, noleggiata da mercanti inglesi a Buenos Aires, e comandata dal capitano Joseph Herring. La nave arrivò in una baia sulla costa settentrionale, conosciuta oggi come Hersilia Cove, dove il suo equipaggio inglese sbarcò il giorno di Natale del 1819 e rivendicò le isole per re Giorgio III. L'Espirito Santo fu raggiunta il 23 gennaio 1820 dal brigantino americano Hersilia comandato dal capitano James Sheffield (con il primo ufficiale Elof Benson e il secondo ufficiale Nathaniel Palmer), il primo cacciatore di foche americano nelle Shetland meridionali. Una descrizione degli eventi è stata pubblicata dal capitano Herring nell'edizione del 1820 dell'Imperial Magazine, a Londra.

## Mappe
- South Shetland Islands. Scale 1:200000 topographic map No. 5657. DOS 610 – W 62 60. Tolworth, UK, 1968.
- Islas Livingston y Decepción.  Mapa topográfico a escala 1:100000.  Madrid: Servicio Geográfico del Ejército, 1991.
- L.L. Ivanov et al. Antarctica: Livingston Island and Greenwich Island, South Shetland Islands. Scale 1:100000 topographic map. Sofia: Antarctic Place-names Commission of Bulgaria, 2005.
- L.L. Ivanov. Antarctica: Livingston Island and Greenwich, Robert, Snow and Smith Islands. Scale 1:120000 topographic map.  Troyan: Manfred Wörner Foundation, 2009.  ISBN 978-954-92032-6-4
- Antarctic Digital Database (ADD). Scale 1:250000 topographic map of Antarctica. Scientific Committee on Antarctic Research (SCAR). Since 1993, regularly upgraded and updated.
- L.L. Ivanov. Antarctica: Livingston Island and Smith Island. Scale 1:100000 topographic map. Manfred Wörner Foundation, 2017. ISBN 978-619-90008-3-0